# Erinnerungsmedaille (Monaco)
Die Fürsten von Monaco stifteten zu unterschiedlichen Anlässen während ihrer Regierungszeit die folgenden Erinnerungsmedaillen (fr. Médaille commémorative) als offizielle Ehrenzeichen.
| Bild der Dekoration | Bezeichnung                                                                 | Stiftungsdatum | Beschreibung | Band                                                            |
| ------------------- | --------------------------------------------------------------------------- | -------------- | --- | --------------------------------------------------------------- |
|                     | Erinnerungsmedaille zum Regierungsantritt von Fürst Rainier III.            | 9. Mai 1949    | Runde Silber vergoldete Medaille, die an einer Fürstenkrone hängt. Vorderseite das nach rechts gewendete Brustbild des Fürsten mit der Umschrift RAINIER III PRINCE DE MONACO. Auf der Rückseite die gespiegelte und gekrönte Initiale R. | Weißes Band mit rot gestickten Rautenwappenschild.              |
|                     | Erinnerungsmedaille zur Hochzeit von Fürst Rainier III. mit Gracia Patricia | 18. April 1956 | Runde Medaille aus Silber, die an einer Fürstenkrone hängt. Im Avers die beiden nach rechts gewendeten und leicht versetzten Brustbilder des Fürsten und seiner Frau. Auf der Rückseite ist das Wappen Monacos zu sehen. | Weißes Band mit roten Randstreifen.                             |
|                     | Erinnerungsmedaille an das 25. Regierungsjubiläum von Fürst Rainier III.    | 9. Mai 1974    | Runde Medaille aus Silber, die an einer Fürstenkrone hängt. Im Avers auf einem Rautenfeld der nach rechts gewendete Kopf des Fürsten mit der Umschrift RAINIER III PRINCE DE MONACO. Auf der Rückseite ist das Wappen Monacos zu sehen, auf dem die gespiegelte und verschlungene Initiale R aufliegt. Darunter zweizeilig 9 MAI 1949 9 MAI 1974.                                                | Rotes Band mit weißen sich nach außen hin vergrößernden Rauten. |
|                     | Erinnerungsmedaille an das 40. Regierungsjubiläum von Fürst Rainier III.    | 9. Mai 1989    | Runde Medaille aus Silber, die an einer Fürstenkrone hängt. Im Avers der nach links gewendete Kopf des Fürsten mit der Umschrift RAINIER III · PRINCE DE MONACO · 1989. Auf der Rückseite ist das große Wappen von Monaco zu sehen, auf dem die gespiegelte und verschlungene Initiale R aufliegt. Umlaufend QUARANTIÊME ANNIVERSAIRE DE RÊGNE · 1949-1989.                                      | Rotes Band mit weißen sich nach außen hin vergrößernden Rauten. |
|                     | Erinnerungsmedaille 700 Jahre Dynastie Grimaldi                             | 8. Januar 1997 | |                                                                 |
|                     | Erinnerungsmedaille zum Regierungsantritt von Fürst Albert II.              | 12. Juli 2005  | Runde Medaille aus Silber, die an einer Fürstenkrone hängt. Vorderseite das nach links gewendete Brustbild des Fürsten. Über dem Kopf die Inschrift ALBERT II und darunter PRINCE DE MONACO. Auf der Rückseite ein von einer Krone überragtes Rautenfeld, welches den Wappenschild des Fürstentums darstellt. Links und rechts davon jeweils der Buchstabe A für Altesse Albert (Hoheit Albert). | Weißes Band mit roten sich nach außen hin vergrößernden Rauten. |

## Trageweise
Am Band auf der linken Brustseite.

## Sonstiges
Die oben beschriebenen Ehrenzeichen wurden auch als Gedenkmünzen geprägt, differieren zum Teil aber in ihrem Aussehen geringfügig.